# Mysmenella illectrix
Mysmenella illectrix là một loài nhện trong họ Mysmenidae.
Loài này thuộc chi Mysmenella. Mysmenella illectrix được Eugène Simon miêu tả năm 1895.